# Dénes János (politikus)
Dénes János (Budapest, 1930. január 5. – 2021. október 21. vagy előtte) magyar vegyész, politikus, országgyűlési képviselő.

## Életútja
Szülei az erdélyi Székelyberéből települtek át Magyarországra, unitárius hitben nevelkedett. Kőbányán töltötte gyermekéveit, itt végezte a polgári iskolát. Az iskola elvégzése után a Széchenyi István Kereskedelmi Iskolában tanult, 1949-ben érettségizett. A család anyagi helyzete miatt nem tanult tovább, munkát vállalt. 1950. október 23-án bevonult a 6417-es páncélos hadosztály légvédelmi ezredéhez, ahonnan 1953 őszén szerelt le. A sorkatonai szolgálat teljesítése után a Kőbányai Gyógyszerárugyárban (Richter Gedeon) helyezkedett el szakmunkásként. Az 1956-os forradalom és szabadságharc alatt október 30-án megválasztották a gyár munkástanácsa elnökének, ezután küldöttként részt vett a Nagybudapesti Központi Munkástanács ülésén és a december 11–12-ei sztrájk megszervezésében is. A megtorlás során 1957 márciusában tartóztatták le, majd szervezkedésért 1958. augusztus 19-én Tutsek Gusztáv bíró 15 évre ítélte. Hat évig raboskodott a Kőbányai Gyűjtőfogházban, Vácott és Sátoraljaújhelyen. 1963. április 29-én a részleges amnesztia révén szabadult. Ezután dolgozott az Egyesült Gyógyszergyárban, egy vegyipari kisiparosnál, az Industria Vegyi Szövetkezetnél, valamint a Kecskeméti Állami Gazdaságnál és a gyáli Szabadság Mgtsz rákoskeresztúri terményboltjában is. Közben a Petiik Lajos Vegyipari Technikum esti tagozatán vegyésztechnikusi végzettséget szerzett. 1978-ban helyezkedett el ismét az EGIS Gyógyszergyárban.
A rendszerváltoztatás előtt részt vett az 1985-ös monori találkozón, 1986-ban az Eörsi István lakásában tartott konferencián, az 1987-es lakiteleki találkozón, és egyéb ellenzéki megemlékezéseken is, szervezője az 1988. június 27-i, Hősök terén tartott „Erdélyért” tüntetésnek. Alapító tagja a Történelmi Igazságtétel Bizottságának és a Politikai Foglyok Országos Szövetségének, vezetőségi tagja a Szabad Kezdeményezések Hálózatának. 1989–1900-ben az MDF Országos Választmányának és az MDF kőbányai szervezetének vezetőségi tagja. Az 1990-es országgyűlési választásokon is a párt színeiben indult és került be a parlamentbe a második fordulóban elért 44,69%-os eredménnyel, a Budapest 26. számú egyéni választókerületből (Budapest 18. kerület). Javaslatára elkészült az 1990/XXVIII. törvény, amely kimondja: „1956. október 23-a forradalom és szabadságharc” és ezt a napot a Magyar Köztársaság nemzeti ünnepévé nyilvánítja. Az 1990- es őszi „taxisblokád” után a kormány tehetetlensége miatti tiltakozásul kilépett az MDF frakcióból és függetlenként folytatta munkáját. 1993-ban a MIÉP frakció tagja lett.

## Díjai
- 1956-os Emlékérem (1991)